# Paweł Wojciechowski (atleta)
Paweł Wojciechowski (Bydgoszcz, 6 de junio de 1989) es un deportista polaco que compite en atletismo, especialista en la prueba de salto con pértiga.
Ganó dos medallas en el Campeonato Mundial de Atletismo, oro en 2011 y bronce en 2015, una medalla de plata en el Campeonato Europeo de Atletismo de 2014 y dos medallas en el Campeonato Europeo de Atletismo en Pista Cubierta, oro en 2019 y bronce en 2017.

## Palmarés internacional
| Campeonato Mundial                   | Campeonato Mundial    | Campeonato Mundial | Campeonato Mundial |
| Año                                  | Lugar                 | Medalla            | Prueba             |
| ------------------------------------ | --------------------- | ------------------ | ------------------ |
| 2011                                 | Daegu (Corea del Sur) | Medalla de oro     | Salto con pértiga  |
| 2015                                 | Pekín (China)         | Medalla de bronce  | Salto con pértiga  |
| Campeonato Europeo                   |                       |                    |                    |
| Año                                  | Lugar                 | Medalla            | Prueba             |
| 2014                                 | Zúrich (Suiza)        | Medalla de plata   | Salto con pértiga  |
| Campeonato Europeo en Pista Cubierta |                       |                    |                    |
| Año                                  | Lugar                 | Medalla            | Prueba             |
| 2017                                 | Belgrado (Serbia)     | Medalla de bronce  | Salto con pértiga  |
| 2019                                 | Glasgow (Reino Unido) | Medalla de oro     | Salto con pértiga  |